# Сибирская горихвостка
Сибирская горихвостка (лат. Phoenicurus auroreus) — птица отряда воробьинообразные, семейства мухоловковые, рода горихвостки, обитающая в Монголии, Корее, Китае, в России (Приангарье, Забайкалье, Приамурье, Приморье, Сахалин). Места зимовок — Япония, Индия, Малакка. Гнёзда строит летом из конского волоса, травы и перьев. В кладке — 5—6 розоватых или голубых с красными крапинами яиц. Селятся близ человеческих построек (гнёзда под крышами), также в светлых лесах, уремах и тальниках (гнёзда в дуплах деревьев, расщелинах скал, в корнях вывороченных деревьев, в кучах камней). Питаются насекомыми, на зимовках — ягодами.